# Ljubljanski zmaj
Ljubljanski zmaj je od baroka naprej del grba mesta Ljubljane. Ponazarja moč, pogum in veličino. Upodobljen je na Zmajskem mostu in različnih grbovnih znamenjih, na registrskih tablicah Ljubljane, na mestnih stavbah, pokrovih kanalov, na stopnicah grajskega stolpa in na mestni zastavi kot del Ljubljanskega grba.

## Izvor
Ljubljanski zmaj pravljično izvira iz legende o Jazonu in argonavtih. V davnini je grški junak Jazon s tovariši Argonavti kralju Kolhide ob Črnem morju ukradel zlato runo; kožo zlatega ovna. Na ladji Argo so bežali pred zasledovalci in zašli v ustje reke Donave, namesto da bi krenili na jug proti Egejskemu morju in rodni Grčiji. Poti nazaj ni bilo, zato so pluli dalje po Donavi, Savi in nato po Ljubljanici. Blizu izvira Ljubljanice so se morali ustaviti in prezimiti. Spomladi so ladjo Argo razstavili na dele in jo na ramenih prenesli do obale Jadranskega morja, jo tam spet sestavili ter potovali naprej. Po legendi so pred prihodom do današnje Vrhnike pri Ljubljani so argonavti naleteli na veliko jezero in barje ob njem. Tam je živela grozovita močvirska pošast, ki jo je Jazon po junaškem boju ubil. Pošast naj bi bila ljubljanski zmaj. Pravijo, da naj bi bil Jazon tudi prvi Ljubljančan. Izmislili so si tudi posebno štetje od Jazonovega obiska naprej.
Bolj realni različici zgodbe o zmaju sta dve. Po prvi naj bi ga povzeli po sredjeveškem viteškem svetniku sv. Juriju, ki je zavetnik grajske kapele. Jurij na freskah ali v kipih pogosto stoji ali jezdi in s kopjem ubija zmaja (enak simbol imajo na Ptuju, v Šentjurju, v Kozjem in v Piranu). Zmaj v legendi o sv. Juriju predstavlja staro verovanje prednikov, ki ga nova, semitska vera - krščanstvo - premaga. Grajski grič je bil v antiki svet kraj, kjer so nosilci kulture žarnih grobišč imeli svojo utrdbo in častili svojega boga. Ko so v srednjem veku postavili temelje današnjega gradu, so hoteli tudi simbolno premagati starodavna verovanja, zato so tudi posvetili grajsko kapelo sv. Juriju. Zmaj je sicer v slovanski mitologiji ponazarjal boga Velesa, nasprotnika Peruna, vrhovnega slovanskega boga. V slovanski religiji je bil Perun po navadi čaščen na hribu, Veles pa niže, po navadi blizu tržnice.
S prvo razlago je povezana tudi druga, da se je zmaj razvil iz dekoracije na srednjeveškem mestnem grbu, ki je najprej predstavljal le mestno obzidje ali mestna vrata. Drobna žival, narejena kot okras nad grbom, se je v baroku preselila v grb in prerasla stolp in ostalo simboliko v 19. in zlasti v 20. stoletju. Zmaj je bil upodobljen kot del grba na številnih stavbah, ki so v lasti mesta, po drugi svetovni vojni so ga uporabljala različna podjetja, od etiket za steklenice piva, za ime tovarne baterij ali za nagrado za modne dosežke. Upodobili so ga celo na škatlici znamenitih ljubljanskih cigaret Filter 57. Zmaj se uveljavlja kot simbol športnih klubov, kot maskota in spominek. Je popularen junak pravljic in pesmic.